# Château japonais

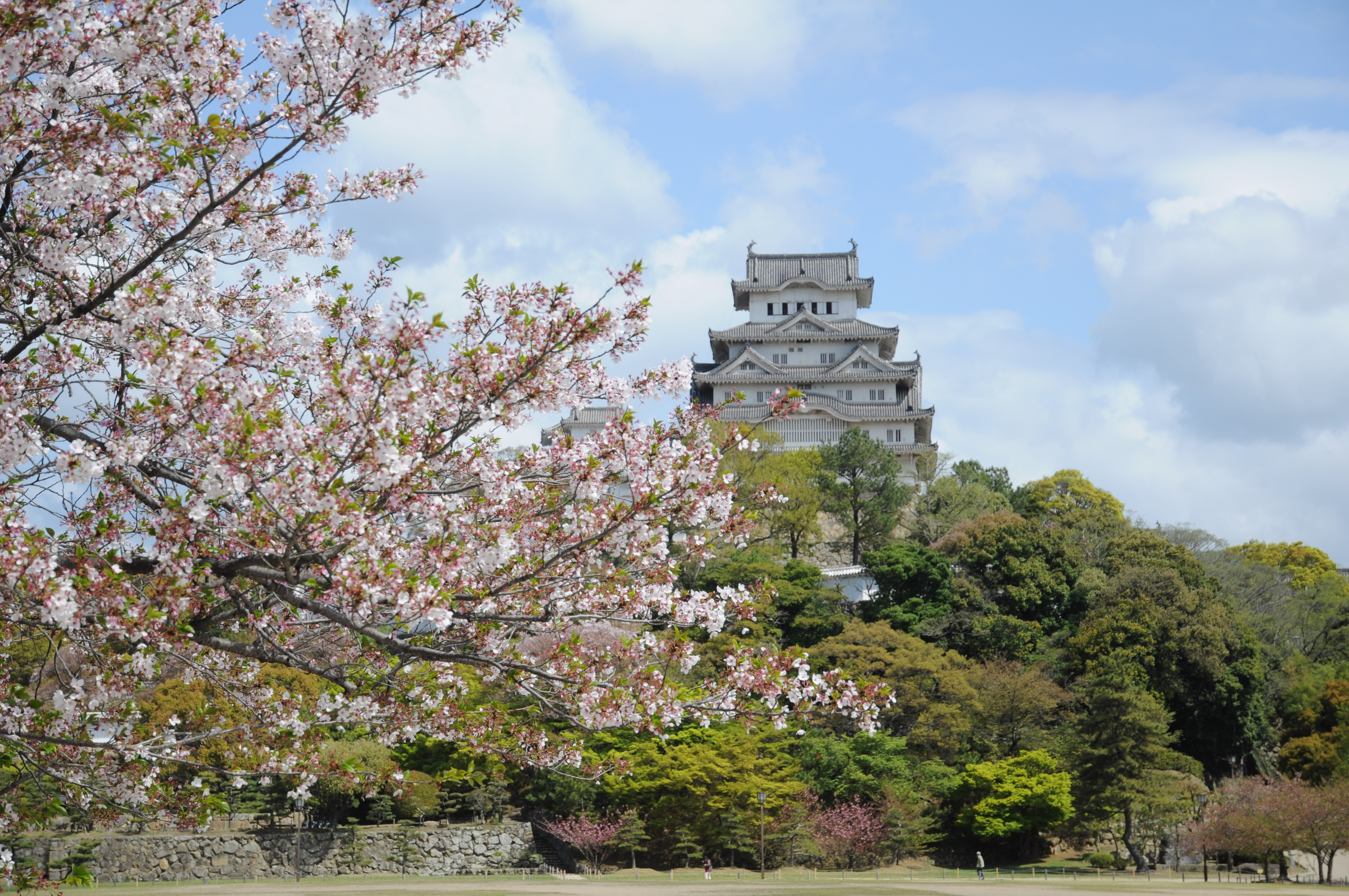
Le château de Himeji, dans la préfecture de Hyōgo, est l'un des châteaux les plus importants du Japon et appartient au patrimoine de l'humanité.

Les châteaux japonais (城, shiro) sont des fortifications construites principalement de pierre et de bois, dont les plus connues apparaissent à la fin du XVIe siècle et au début du XVIIe siècle.

## Étymologie
En japonais, le kanji utilisé pour désigner un château est « 城 », qui se lit « shiro », selon la prononciation kun'yomi, lorsque le kanji est employé seul, ou « jō » selon la prononciation on'yomi lorsqu'il fait partie d'un mot (ex. : le château de Kumamoto (熊本城, Kumamoto-jō)).
Les châteaux sont en général nommés selon la ville, la région ou la préfecture où ils se trouvent. Ainsi, le château de Gifu se trouve dans la ville de Gifu, ; de même pour le château de Komoro ou encore le château de Hiroshima.

## Description
La tour principale du château, ou donjon, est appelée tenshu. Le château est entouré de murs d'enceinte, de douves, et de tours de garde appelées yagura. 

## Histoire

### Premières fortifications
Les premières fortifications au Japon datent de la période Yayoi (environ - 300 à environ 300), qui se caractérise par l'expansion de la culture du riz et l'introduction dans l'archipel de métaux, le fer, tout d'abord, puis le bronze, du fait de visiteurs venus du continent asiatique. Les communautés de culture Yayoi commencèrent à grandir et à remplacer les populations indigènes, ce qui amena à la construction de fortifications pour protéger leurs intérêts et leurs implantations. Les premières fortifications furent construites sur des hauteurs de façon à permettre de surveiller d'éventuelles attaques.
Au-delà des témoignages archéologiques, les anciennes chroniques chinoises se rapportant au Japon que la Chine connaissait jadis sous le nom de « Wa », firent état de la construction de fortifications à cette époque. Le document le plus ancien traitant de ce sujet se trouve dans le Wei Zhi, qui documente l'histoire de la dynastie Wei (220-265). Une autre chronique importante se trouve dans le Hao Hanshu, compilé aux alentours de l'an 445. 
Los des études menées sur les anciens sites d'implantations de la période, comme ceux  d'Otsuka, près de Yokohama et à Yoshinogari, à Kyūshū, on a découvert que quelques implantations étaient protégées par des digues, y compris celles situées sur des hauteurs. Ces premières fortifications sont en bois.

### Moyen Âge et Époque moderne
Les châteaux les plus connus apparaissent à la fin du XVIe siècle et au début du XVIIe siècle, suivant l'exemple du château d'Azuchi, construit par Oda Nobunaga, le premier de son genre à faire appel à la pierre pour la base du château, pour le rendre plus solide. De même que dans d'autres civilisations, les châteaux japonais étaient construits pour défendre des points stratégiques, tels que des ponts, des fleuves ou des routes, et ils prenaient presque toujours en compte les caractéristiques du lieu pour en tirer profit à des fins défensives.
Les châteaux japonais connurent plusieurs étapes de destruction. Pendant le shogunat Tokugawa fut publiée une loi destinée à limiter le nombre de châteaux que chaque daimyō (seigneur féodal) pouvait posséder : un seul par fief, ce qui amena la destruction de plusieurs d'entre eux. Après la chute du régime shogunal et le retour au pouvoir de l'empereur du Japon à l'époque de la restauration Meiji, bon nombre de châteaux furent également détruits et d'autres démantelés, dans un effort de rompre avec le passé et de moderniser le pays.

### Époque contemporaine
Pendant la Seconde Guerre mondiale, de nombreux châteaux furent détruits par les bombardements dans les régions de la côte du Pacifique, et seuls quelques uns, situés dans des zones reculées, comme le château de Matsue ou le château de Matsumoto restèrent intacts.
Après la Seconde Guerre mondiale, beaucoup furent reconstruits avec des matériaux modernes, tels que le béton, bien que dans quelques rares cas on ait fait appel aux matériaux d'origine, en ayant recours aux mêmes techniques qu'à l'époque de leur splendeur. De nos jours, douze seulement ont conservé leur structure originelle, en particulier le château de Himeji (le « château du Héron blanc »), dans la préfecture de Hyōgo. Parmi les châteaux existants, qu'ils soient d'origine, reconstruits, ou en ruine, beaucoup ont reçu de l'UNESCO le statut de patrimoine de l'humanité, pendant que d'autres se sont vu attribuer celui de trésor national ou de bien culturel important. 
À l'orée du XXIe siècle, nombre de ces châteaux se sont reconvertis en musées et abritent des objets d'importance de la région, racontant l'histoire des villes où ils se trouvent.

## Les derniers authentiques donjons du Japon

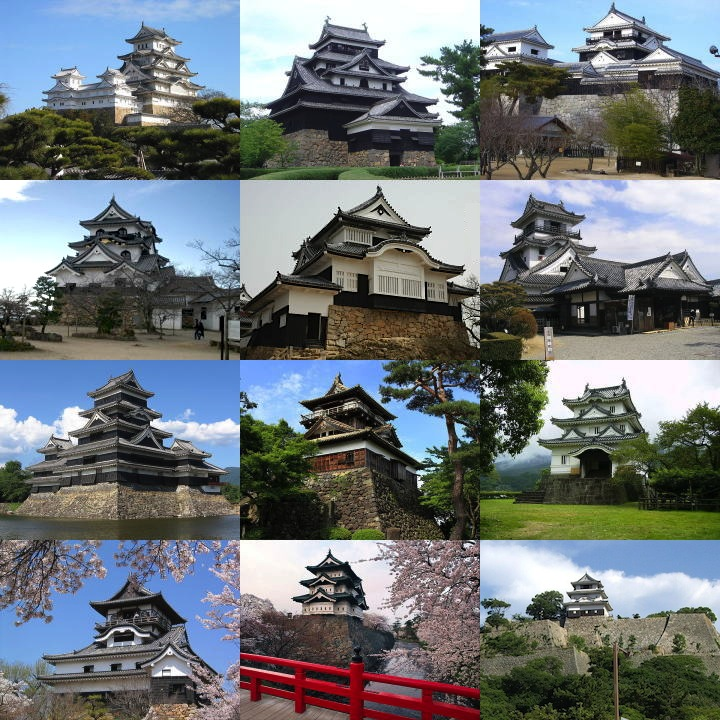
Les douze derniers authentiques châteaux du Japon (de gauche à droite) : château de Himeji, château de Matsue, château de Matsuyama, château de Hikone, château de Bitchū Matsuyama, château de Kōchi, château de Matsumoto, château de Maruoka, château d'Uwajima, château d'Inuyama, château de Hirosaki, château de Marugame.

Seuls douze donjons sont encore considérés comme originaux :
- château de Bitchū Matsuyama, dans la préfecture d'Okayama ;
- château de Hikone, dans la préfecture de Shiga ;
- château de Himeji, dans la préfecture de Hyōgo ;
- château de Hirosaki, dans la préfecture d'Aomori ;
- château d'Inuyama, dans la préfecture d'Aichi ;
- château de Kōchi, dans la préfecture de Kōchi ;
- château de Marugame, dans la préfecture de Kagawa ;
- château de Maruoka, dans la préfecture de Fukui ;
- château de Matsue, dans la préfecture de Shimane ;
- château de Matsumoto, dans la préfecture de Nagano ;
- château de Matsuyama, dans la préfecture d'Ehime ;
- château d'Uwajima, dans la préfecture d'Ehime.

## Tourisme
De nombreux châteaux japonais sont ouverts au public pour la visite, et deux proposent un hébergement : le château de Hirado (préfecture de Nagasaki) depuis 2017, et le château d'Ōzu (préfecture d'Ehime) depuis 2020.